# Pere Serra i Postius
Pere Serra i Postius (Barcelona, 8 de maig de 1671 - 26 de març de 1748) fou un incansable recopilador d'històries, anècdotes i llegendes.
Moltes de les històries eren de temàtica religiosa, i la seva obra a voltes manca del rigor historicista suficient i és al límit del proselitisme; la seva obra bascula, als ulls del lector actual, entre el folklorisme i la crònica de l'edat moderna a Catalunya.
De les obres que escriví, Torres i Amat n'esmenta diverses:
- «Prodigios y finezas de los Stos. ángeles, hechas en el principado de Cataluña». Barcelona a la impremta de Jaume Suriá 1726. Va recopilar en aquesta obra moltíssimes notícies d'escriptors catalans de les quals es valgué Torres i Amat per a escriure les seves Memorias para ayudar a formar un diccionario crítico de los escritores catalanes y dar alguna idea de la antigua y moderna literatura de Cataluña. En aquesta obra inserí un catàleg d'altres obres seves manuscrites, algunes d'elles inacabades, de les quals esmenta el títol d'una vintena.
- «Historia de Ntra. Sra. de Monserrate», dividida en quatre parts i dedicada al rei Joan V de Portugal (Barcelona, 1747, Pablo Campins)
- «Resumen de la vida de los Santos, y varones insignes en santidad del principado de Cataluña» Barcelona per Juan Jolis 1746.
- «Resumen de la vida de Sta. Eulalia de Barcelona».
- «Vida de S. Emeterio o Madi, labrador», amb el nom suposat de Pere Parés o Rares, anagrama de Serra (Barcelona, 1735).